# Jesús López Cobos

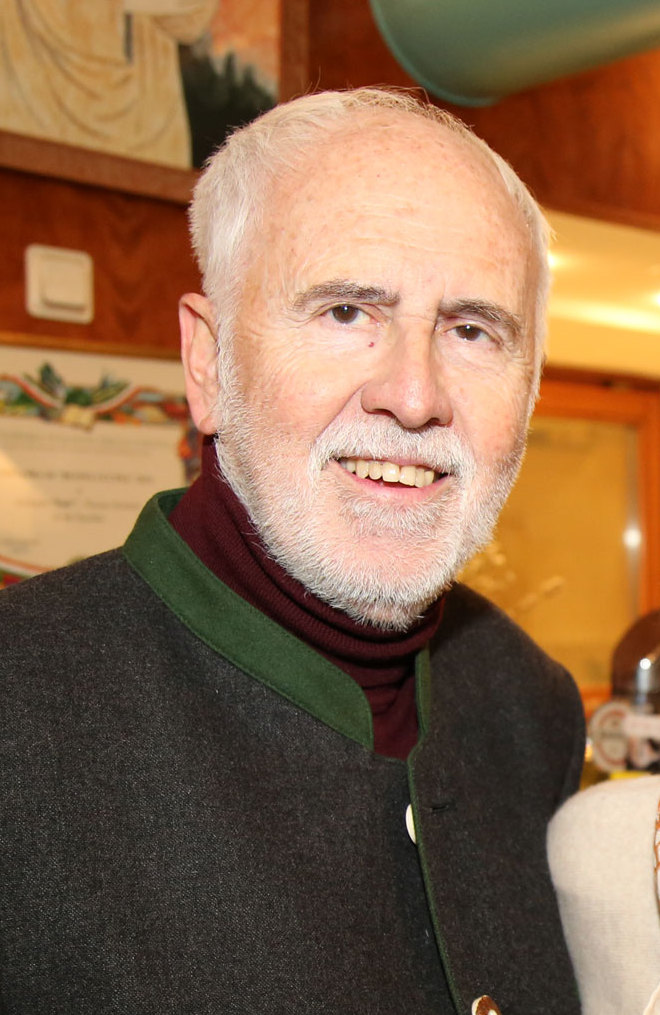
Jesús López Cobos (2015)

Jesús López Cobos (* 25. Februar 1940 in Toro, Provinz Zamora; † 2. März 2018 in Berlin, Deutschland) war ein spanischer Dirigent.
López Cobos studierte zunächst Philosophie an der Universität Complutense Madrid und schloss das Fach mit einer Dissertation ab. Erst später nahm er seine musikalischen Studien auf und studierte u. a. Dirigieren bei Franco Ferrara, Hans Swarowsky und Karl Österreicher.
Von 1981 bis 1990 war er Generalmusikdirektor der Deutschen Oper Berlin und von 1984 bis 1988 darüber hinaus Musikdirektor des Spanischen Nationalorchesters. 1986 bis 2000 war Jesús López Cobos Chefdirigent des Cincinnati Symphony Orchestra, sowie von 1990 bis 2000 Chefdirigent des Orchestre de Chambre de Lausanne. Von 2002 bis 2010 war er Musikdirektor des Teatro Real in Madrid.

## Auszeichnungen
- 1981 wurde ihm der Prinz-von-Asturien-Preis verliehen.